# Return of the Queen Tour
Return Of The Queen Tour é a quinta turnê da rapper americana Lil' Kim pela América. A turnê, foi lançada em apoio de seus singles promocionais para marcar seu retorno ao cenário musical. A turnê foi anunciada pela primeira vez em abril de 2012. Em maio de 2012, anunciou-se que Kim gostaria de voltar a África do Sul por 3 datas de início em setembro. Ele marcaria seu segundo tempo realizando lá seguindo seu desempenho desde 2011 em ZARfest. No entanto, em julho de 2012, a empresa responsável pela organização dos shows, Hunnypot Entretenimento, anunciou que as datas tinha sido canceladas.
No total, foram 22 shows de todos ao redor da América do Norte.

## Sobre a Turnê

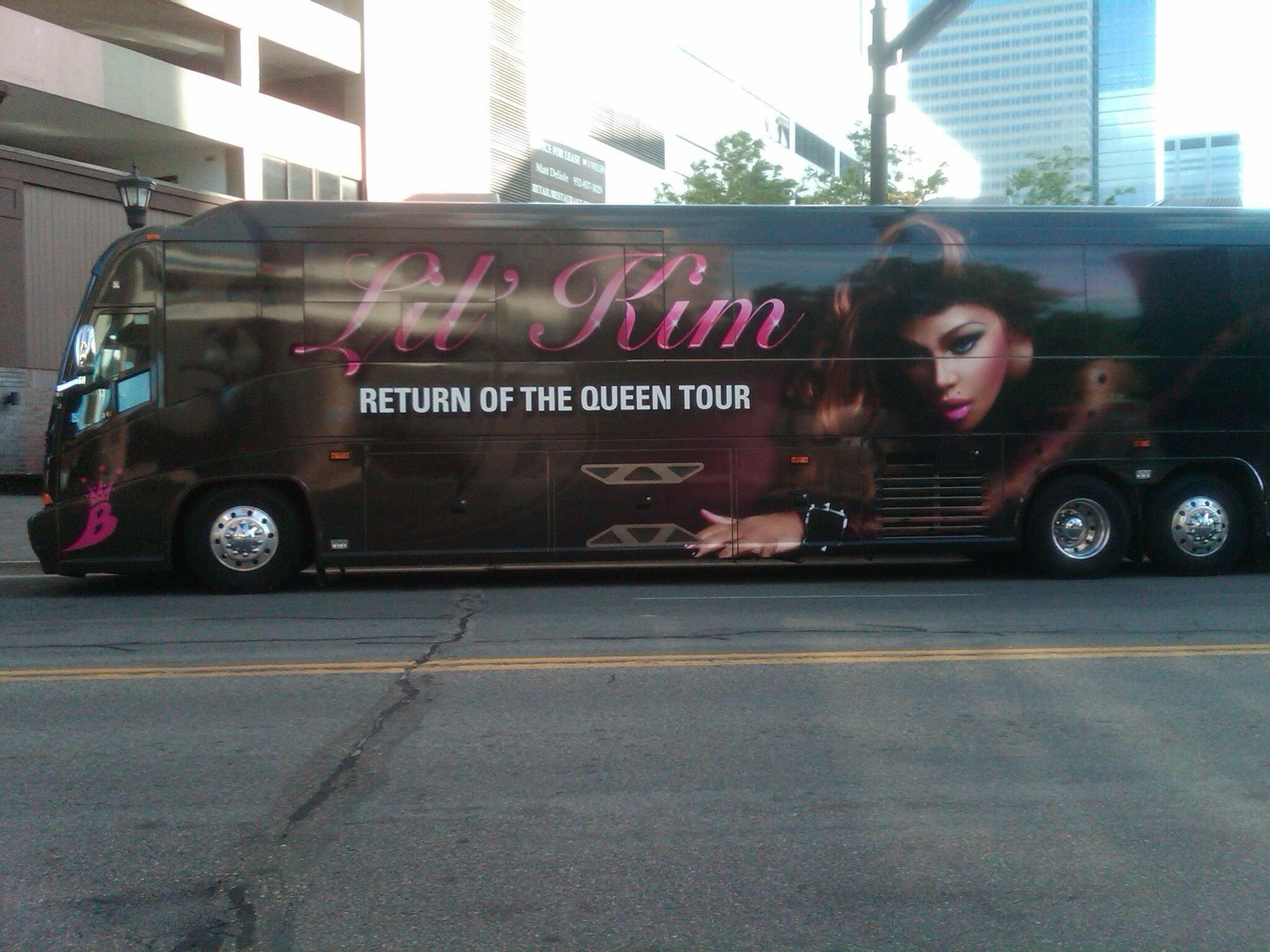
Ônibus turístico da turnê "Return of the Queen Tour"

Após o lançamento do seu primeiro single promocional, "If You Love Me", em fevereiro de 2012, Kim retornou aos holofotes com um desempenho no Rip the Runway, bem como aparições na MTV's RapFix e Sucka Free. Em 22 de abril, as primeiras 11 datas da turnê foram anunciadas, com as datas restantes aditado o seguinte mês. Ela anunciou a turnê via Twitter, dizendo: "#TeamLilKim Eu não posso ficar por muito tempo. tenho que voltar aos estúdios. Amor vocês caras e não posso esperar para ver vocês no Tour !!!!". O ônibus de turismo de Kim foi utilizado, projetado, impresso e instalado em menos de 30 horas.

## Artistas de Abertura e Convidados Especiais
- Drita D’Avanzo de Mob Wives (Hosting Bronx show)
- Eve, Mr. Cheeks, Kelly Rowland, Juelz Santana, Missy Elliott, Pepa, Cassidy, Fred The Godson, Papoose, Saigon, Babs Bunny, Somaya Reece e Will Traxx (Alguns realizando junto com Kim, enquanto alguns estavam lá para apoiar, Bronx show only)
- Tiff Gabana (Albany show only)
- Lynguistic Civilians (Vermont show only)
- Shawnna (Illinois show only)
- DJ Todd e Nick Fury (Columbus show only)
- Naima Adedapo (Milwaukee show only)
- DJ Green (Minneapolis show only)
- Erica P (Cincinnati show only)
- R-Shell, Fieldhouse, Shannon Marie e Prototype XX (Nebraska show only)
- Lil' Mama, Apollonia Kotero, Natalie Nunn, Somaya Reece (Factory, Hollywood show, support only)
- MicahTron, Ill Camille, Ginger & Ms. Be, hosted by Somaya Reece (San Francisco show only)
- Da Brat, The Lady of Rage, City High, Natalie Nunn, Malaysia Pargo, Laura Govan do Basketball Wives: LA, Shaunie O'Neal e Toni Monroe, Guyana, Kurupt (Key Club, Hollywood show)

## Setlist
1. Queen Bitch
2. Black Friday
3. Not Tonight (Remix)
4. The Jump Off/Mo Money Mo Problems
5. How Many Licks?
6. Get Money/Gettin' Money (The Get Money Remix)
7. It's All About the Benjamins
8. Quiet Storm (Remix)
9. Lighters Up
10. Let It Go
11. Big Momma Thang
12. Magic Stick
13. Empire State of Mind
14. Not Tonight
15. Crush On You
16. Lady Marmalade
17. Keys To The City
18. Whoa

### Performances especiais
- Durante o show de 18 de Maio, no Teatro Paraíso, Kim trouxe Drita D'Avanzo do show de Mob Wives, que cantou o verso de "It's All About the Benjamins". Kim também dançou ao lado de Will Traxxx como ele cantou "Footwork" e trouxe Eve e Missy Elliott que realizaram juntas "Hot Boyz".
- Durante o show de 25 de maio no Clube de Adrianna, Kim trouxe Shawnna que realizou "Gettin 'Some".
- Durante o show de 27 de maio, em Milwaukee, Kim prestou homenagem a The Notorious B.I.G., cujo aniversário foi no início do mês, através da realização de sua canção "One More Chance". Ela também prestou homenagem a Lisa Lopes, cujo aniversário foi naquele dia, jogando seu verso durante a execução do remix de "Not Tonight".
- Após a realização em 08 de junho em LA Pride, Kim foi premiado com a Chave da Cidade de Los Angeles, [[West Hollywood] por Jeffrey Prang.
- Durante o show de 13 de junho, no Key Club, Da Brat juntou-se a Kim no palco para cantar "Not Tonight (Remix)". Kim também trouxe The Lady of Rage, que cantou sua canção "Afro Puffs" com Kim. Ela também trouxe grupo de hip-hop City High que realizaram "What Would You Do?"". Kim também prestou homenagem a Michael Jackson, realizando as rotinas de dança para suas canções "Bad"e "Billie Jean". Ela também trouxe Kurupt que realizou "Xxplosive".

## Datas
| Datas                  | Cidade          | País           | Local                     |
| ---------------------- | --------------- | -------------- | ------------------------- |
| 17 de maio de 2012     | Connecticut     | Estados Unidos | Toad's Place              |
| 18 de maio de 2012     | Bronx           | Estados Unidos | Paradise Theater          |
| 19 de maio de 2012     | Albany          | Estados Unidos | Northern Lights           |
| 22 de maio de 2012     | Burlington      | Estados Unidos | Higher Ground (Ballroom)  |
| 25 de maio de 2012     | Markham         | Estados Unidos | Club Adrianna's           |
| 26 de maio de 2012     | Columbus        | Estados Unidos | Alrosa Villa              |
| 27 de maio de 2012     | Milwaukee       | Estados Unidos | Riverside Theater         |
| 29 de maio de 2012     | Minneapolis     | Estados Unidos | Fine Line Music Cafe      |
| 01 de junho de 2012    | Cincinnati      | Estados Unidos | Bogart                    |
| 04 de junho de 2012    | Lincoln         | Estados Unidos | Bourbon Theatre           |
| 08 de junho de 2012    | Los Angeles     | Estados Unidos | The Factory & ULTRA SUEDE |
| 09 de junho de 2012    | Los Angeles     | Estados Unidos | LA Pride                  |
| 11 de junho de 2012    | San Francisco   | Estados Unidos | Mezzanine                 |
| 13 de junho de 2012    | Hollywood       | Estados Unidos | Key Club                  |
| 14 de junho de 2012    | San Luis Obispo | Estados Unidos | Slo Brewing Company       |
| 15 de junho de 2012    | Phoenix         | Estados Unidos | Celebrity Theatre         |
| 17 de junho de 2012    | Flagstaff       | Estados Unidos | Orpheum Theater           |
| 19 de junho de 2012    | Austin          | Estados Unidos | Emo's East                |
| 20 de junho de 2012    | Pensacola       | Estados Unidos | Vinyl Music Hall          |
| 21 de junho de 2012    | New Orleans     | Estados Unidos | Harrah's Casino           |
| 23 de junho de 2012    | Pensacola       | Estados Unidos | Harrah's Casino           |
| 21 de setembro de 2012 | Washington      | Estados Unidos | Love                      |

### Cancelamentos e shows remarcados
- 13 de maio, em Pensacola, FL show no vinil Musical Hall foi alterado para 20 de junho.
- 17 de maio, em Austin, TX show no Emo foi transferida para 19 de Junho.
- 2 de junho, em Detroit, o show no The Fillmore foi cancelado.
- 8 de junho, em Agoura Hills, o show foi cancelado devido a "hazzards fire".
- 16 de junho, em Las Vegas, o show no Planet Hollywood foi cancelado.
- 22 de junho, em Hammond, o show no Horseshoe Hammond foi cancelado.
- 24 de junho, em Washington, o show no Discoteca Ibiza foi cancelado e alterado a 21 de setembro, no Love Nighclub.
- Em setembro, os shows dos dias 6-8 na África do Sul foram cancelados.

## Recepção

### A resposta da crítica
A turnê recebeu críticas positivas.
- Billboard deu revisão positiva para o segundo show da turnê, afirmando que "como uma de suas poucas cidades natal mostra desde um show pouco frequentado no Irving Plaza, em Junho de 2010, Lil 'Kim provou que ela ainda pode picar" que observou "Apesar de várias pausas estranhas onde ela desapareceu nos bastidores, o nativo do show realizado no Brooklyn, o público extasiado trabalhando com uma banda ao vivo no reboque.

- WNBC elogiou a turnê, onde o critico Rashaud Thomas comentou "A partir do minuto em que ela subiu ao palco, a Queen Bee teve sua corte em transe, rap junto a cada um de seus hits... Após o desempenho de ontem à noite que é seguro dizer que ela está no caminho certo."

- MTV também deu uma boa revisão sobre o show, dizendo "MCs femininas, tome nota: A rainha quer que seu trono de volta" A fonte também escreveu um artigo, dizendo: "Colocar para descansar a ideia de que as mulheres no Hip-Hop apenas não pode se dar bem, Kim confirmou que ela já tem um registro no saco com Eve e Missy e ainda está trabalhando em seu documentário e livro."

- VH1 elogiou o desempenho de Kim, onde a escritora Bene Viera comentou "O pint-sized beleza de desempenho provou uma coisa, não que alguma coisa precisava provar-a lenda é uma lenda. retorno da Queen Bee chegou, e os fãs não ter ido em qualquer lugar. Curve-se para o trono.", enquanto Ernest Hardy do Los Angeles vezes adicionado "[...] a única coisa que realmente cinge a voz de Kim e persona é uma verdadeira doçura que humaniza a persona de aço."